# Hatakeyama Yoshitsugu
Hatakeyama Yoshitsugu (畠山義続?; 1518 – 1590) è stato un samurai giapponese del periodo Sengoku, appartenente al ramo Noto-Hatakeyama della provincia di Noto.

## Biografia
Prefetto di Noto erede di Hatakeyama Yoshifusa. 
Con l’aiuto del figlio Yoshitsuna mantenne il controllo sul clan, ma dei servitori disapprovarono il suo operato e lo esiliarono. Cercò invano negli anni successivi di riprendersi il territorio perso.